# Stanisław Nowakowski (dziennikarz)
Stanisław Józef Nowakowski, ps. „Szarak” (ur. 8 maja 1900 w Płocku, zm. 29 maja 1945 w Koluszkach) – polski dziennikarz prasowy i radiowy, dyrektor Rozgłośni Polskiego Radia w Toruniu (1935–1938) i w Łodzi (1938–1939).

## Życiorys
Ukończył naukę w gimnazjum w Płocku. W latach 1914–1917 działał w harcerstwie. W 1918 wstąpił ochotniczo do Wojska Polskiego, a po demobilizacji ukończył studia na Wydziale Filozoficznym Uniwersytetu Poznańskiego (1925). W latach 1921–1934 publikował na łamach „Dziennika Poznańskiego”, „Dnia Polskiego” i „Dnia Pomorza”. W latach 1935–1938 dyrektorem Rozgłośni Pomorskiej Polskiego Radia w Toruniu. Był również prezesem Zarządu Okręgu Pracowniczego Towarzystwa Kulturalno-Oświatowego w Toruniu, członkiem zarządu – podmajstrzym Konfraterni Artystów w Toruniu, członkiem zarządu Ligi Morskiej i Kolonialnej oraz PCK. W latach 1938–1939 był dyrektorem Rozgłośni Łódzkiej Polskiego Radia. Po ewakuacji rozgłośni w wyniku wybuchu II wojny światowej, 4 września 1939, wyjechał wraz z rodziną w okolice Koluszek. W styczniu 1940 został członkiem Związku Walki Zbrojnej, a następnie także współpracownikiem Biura Informacji i Propagandy i członkiem Komendy Obwodu Brzeziny-Koluszki SZP-ZWZ-AK pod kryptonimem „Brzezina”, przyjmując pseudonim „Szarak”. Objął także stanowisko szefa Biura Informacji i Propagandy na swoim terenie. Był redaktorem pisma „Wolność” wydawanej przez Komendę Obwodu Brzeziny-Koluszki.

### Życie prywatne
Był synem Aleksandra Nowakowskiego i Ludwiki z domu Borkowskiej. Jego żoną była Maria z domu Hauptman. W Toruniu mieszkał z nią przy ul. Bydgoskiej 78, a następnie ul. A. Mickiewicza 34. Zmarł w wyniku gruźlicy.

## Odznaczenia
- Srebrny Krzyż Zasługi[2][1],
- Krzyż Walecznych (1944)[1].